# 刁逵
刁逵（？—404年），字伯道，渤海郡饶安县（今河北省沧州市）人。東晉末年政治人物。東晉尚書令刁協孫。

## 生平
刁逵在晉安帝隆安年間出任廣州刺史，後來桓玄篡位，進刁逵為西中郎將、豫州刺史，鎮守歷陽。元興三年（404年）二月，劉裕等人在京口起兵反抗桓玄政權，其同黨諸葛長民原擬於歷陽一同起事，然而屆時卻晚了行動而事敗，刁逵就以檻車押送他至建康送交桓玄。押送部隊走到當利時桓玄戰敗出逃，部眾於是改而救出長民，並回頭進攻歷陽。刁逵見狀只有棄城逃跑，但被下人抓住。
刁逵兄弟們都不太著眼名聲品行，主力營務私利，故此在當時是有田萬頃、奴婢數千的豪富。劉裕年輕時曾欠刁逵三萬債款而被其追討，只因王謐出手協助才得解決。此時劉裕不但下令在石頭城處死刁逵，刁家全族除刁聘外都被誅殺。不久刁聘再因被指謀反而處死，刁家在東晉的產業被劉裕全部分給百姓，滋養了當時經歷過多年變亂災禍的人民。